# Mam szczęście do wszystkiego
Mam szczęście do wszystkiego - pierwszy album kompilacyjny Hanny Rek wydany w formie płyty winylowej, oraz kasety magnetofonowej przez Polskie Nagrania w 1990 roku. Płyta zawierała archiwalne nagrania artystki z lat 1960 - 1963

## Lista utworów
Strona a:
1. Ja mam szczęście do wszystkiego (Lucjan Marian Kaszycki - Agnieszka Osiecka)
2. Złota przystań (Romuald Żyliński - Jadwiga Dumnicka)
3. Rozalia i Antoni (Marian Radzik - Jadwiga Dumnicka)
4. Augustowskie noce (Franciszka Leszczyńska - Zbigniew Zapert, Andrzej Tylczyński)
5. Rumba z pomarańczą (Hanna Skalska - Helena Kołaczkowska)
6. W twoje ręce (Piotr Leśnica - Edward Fiszer)
7. Zakopiańska przygoda (Stefan Musiałowski - Zbigniew Zapert, Andrzej Tylczyński)

Strona b:
1. Szczęście (Manos Hadjiadakis - Ola Obarska)
2. Gdy mi ciebie zabraknie (Jerzy Abratowski - Kazimierz Winkler)
3. Romeo (Henryk Klejne - Tadeusz Urgacz)
4. Tipitipitipso (Heinz Gietz - Anna Jakowska)
5. Powiedz gdzie pójdziesz nocą (Romuald Żyliński - Andrzej Bianusz)
6. Jak ty nic nie rozumiesz (Marek Sart - Jerzy Jurandot)
7. Czarny szal (Ryszard Sielicki - Karol Kord)

## Charakterystyka albumu
Album Mam szczęście do wszystkiego zawiera archiwalne nagrania Hanny Rek z początku lat 60. dokonane w studio Polskich Nagrań w Warszawie z wyjątkiem ostatniego utworu na płycie Czarny szal, który jest nagraniem radiowym i został dodany jako bonus. Nagrania zawarte na płycie pochodzą z różnych sesji nagraniowych, podczas których artystka zarejestrowała utwory z towarzyszeniem zarówno orkiestr jak i zespołów instrumentalnych.

## Muzycy
- Hanna Rek - śpiew
- Orkiestra Taneczna Polskiego Radia p/d Edwarda Czernego (A-2-3, B-5-6)
- Zespół Instrumentalny Leszka Bogdanowicza (A-1,4-5, B-8)
- Zespół Instrumentalny Bogusława Klimczuka (A-6-7, B-2-4,7)

## Realizatorzy
- Rekonstrukcja nagrań - Jacek Złotkowski, Michał Gola
- Redakcja - Bogdan Okulski

## Okładka
- Zdjęcia na okładce - Bogusław Wyrobek (front), Zofia Nasierowska (tył)
- Projekt graficzny - Zbigniew Podgórski